# Музей леса (Уфа)
Музей леса — музей лесного хозяйства в Уфе, посвящённый охране и защите леса, лесоводству, работникам лесного хозяйства, и жизни леса. В музее проводятся лекции и научно-практические занятия студентов Башкирского государственного аграрного университета и Уфимского лесотехнического техникума.

## История
В 1973 году основан при Министерстве лесного хозяйства БАССР по инициативе Марселя Хабибовича Абдулова после командировки в Финляндию.
18 сентября 1981 года открыто двухэтажное здание музея (Лесной проезд, 1), которое находится на территории лесопарка имени Лесоводов Башкирии. На территории разбит сквер с декоративным прудом. Министерством лесного хозяйства БАССР была проведена большая организаторская и исследовательская работа по созданию музея и сборе экспонатов. В оформлении интерьера музея участвовали многие работники лесного хозяйства. В итоге, удалось собрать более 5000 экспонатов и документов, и оформить экспозиционные залы.

## Фонды и экспозиция
В двухэтажном здании музея имеются пять залов с диорамами, историческими документами и фотоматериалами, стендами по истории лесоводства и известным лесоводам Башкирии, древними бытовыми изделиями из камня и дерева, чучелами животных и птиц с реконструкцией их среды обитания, большое количество видов грибов и насекомых, живущих в башкирских лесах. Переход между этажами выполнен в виде горной пещеры со сталактитами и сталагмитами. Интерьер залов, фойе и лестниц украшен резными деревянными панно и потолками, демонстрирующими традиционный народный промысел мастеров-резчиков Башкирии. В музее выставлены картины заслуженного художника БАССР Алексея Ивановича Барсукова на тему природы Башкирии.
Первый этаж представляет собой коридор с несколькими залами: первый зал посвящён работникам лесного хозяйства, внёсшим значительный вклад в развитие лесоводства Башкирии; во втором выставлены дары леса — берёзовый сок и изделия из дерева; в третьем рассказывается об истории лесоводства в Башкирии с древних времён; в четвёртом рассказывается об охране леса и борьбе с лесными пожарами, и представлены экспозиции с лесными птицами, муравейником, различными вредителями — от грибов и до насекомых — жуками и бабочками.
На втором этаже в пятом зале показаны разнообразные чучела зверей: лосей, оленей, кабанов, медведей, бобров, рысей и многих других. Данные чучела сделаны из зверей, погибших от рук браконьеров, и найденных лесниками в Башкирии.
В 2016 году открылась живая экспозиция «Башкирская лесная пчела», позволяющая наблюдать за жизнью пчёл в реальном времени.

## Примечание
1. ↑  МУЗЕЙ ЛЕСА. bashenc.online. Дата обращения: 21 января 2021.
2. ↑  Уфимский музей леса открывает двери. mgazeta.com. Дата обращения: 21 января 2021.
3. ↑  Музей леса в Уфе. Дата обращения: 21 января 2021. Архивировано 29 октября 2020 года.
4. ↑  Сколько животных пострадало при создании уфимского Музея леса? Bash.News (18 сентября 2017). Дата обращения: 21 января 2021.
5. ↑  90-летие со дня рождения учёного-лесовода Марселя Хабибовича Абдулова. | УФИМСКИЙ ЛЕСОТЕХНИЧЕСКИЙ ТЕХНИКУМ. www.ultt.ru. Дата обращения: 21 января 2021. Архивировано 29 мая 2020 года.
6. ↑  Министерство лесного хозяйства Республики Башкортостан. forest.bashkortostan.ru. Дата обращения: 21 января 2021. Архивировано 30 июля 2021 года.
7. ↑  Музей Леса и Уфимский лимонарий приглашают на экскурсии в рамках Всероссийской акции "Живи, лес!". suzory.rbsmi.ru. Дата обращения: 21 января 2021.
8. ↑  Акция «Лесники открывают двери» стартует в Музее Леса. РГО РБ (14 февраля 2018). Дата обращения: 21 января 2021. Архивировано 17 января 2021 года.
9. ↑  Музей Леса и Уфимский лимонарий приглашают на экскурсии в рамках Всероссийской акции "Живи, лес!" (недоступная ссылка — история). www.bashkortostan.ru. Дата обращения: 21 января 2021.
10. ↑  Экскурсия в Музей леса и Парк лесоводов Башкирии. Официальный сайт Администрации ГО г. Уфа Республики Башкортостан. Дата обращения: 21 января 2021.
11. ↑  Министерство лесного хозяйства Республики Башкортостан (недоступная ссылка — история). forest.bashkortostan.ru. Дата обращения: 21 января 2021.